# Arrenurus berolinensis
Arrenurus berolinensis is een zeer zeldzame watermijt, die in juni 2006 is aangetroffen in een veenplas in De Wieden in Overijssel. Onder andere vond men het eerste vrouwtje ooit. Eerder was de mijt pas twee keer gevonden, bij de ontdekking door Protz in 1896 te Berlijn (vandaar de naam berolinensis) en de tweede en laatste keer, nu bijna 100 jaar geleden, in Kaliningrad (1907). Bij alle drie de waarnemingen was de habitat van deze tussen 0,9 en 1,2 millimeter kleine diertjes een veengebied. Het water in de Wieden is bijzonder schoon, bevat erg weinig voedingsstoffen en mineralen en is desondanks pH-neutraal.
De diertjes in de Wieden werden ontdekt door onderzoeksinstituut Alterra uit Wageningen bij vergelijkend onderzoek naar de verspreidingsgraad van organismen in oude en nieuwe petgaten. Het petgat waar de diertjes in werden gevonden is zestig jaar oud en was begroeid met krabbenscheer en drijftillen.
De mannetjes van deze mijt hebben een geslachtsorgaan met weerhaken, dat bijna even lang is als hun lichaam. Hoewel het er bij oppervlakkige beschouwing wat aan doet denken is dit geen penis, maar dient het uitsluitend om zich uitwendig aan het vrouwtje vast te haken. Hierbij wordt behalve de weerhaken van het geslachtsorgaan overigens ook nog een soort lijmstof gebruikt. Aldus aan elkaar 'gekit' wordt het vrouwtje enige tijd passief meegesleept, op zoek naar een geschikte plek voor de bevruchting ergens op de bodem. De bevruchting vindt vervolgens uitwendig plaats doordat het mannetje zijn spermatofoor deponeert, waarna het vrouwtje eroverheen zwemt en deze opneemt. Het is een delicaat proces waarbij het van belang is dat het mannetje het vrouwtje goed positioneert.
Afgezien van deze functie geeft het geheel van kit en weerhaken de mannetjes een voordeel ten opzichte van hun concurrenten, omdat zolang één mannetje 'vastzit' andere mannetjes geen kans hebben.